# فرودگاه هیلتاپ
فرودگاه هیلتاپ (به انگلیسی: Hilltop Airport) یک فرودگاه خصوصی است که یک باند فرود چمن دارد و طول باند آن ۳۱۶ متر است. این فرودگاه در کشور ایالات متحده آمریکا قرار دارد و در ارتفاع ۴۰۲ متری از سطح دریا واقع شده‌است.